# 助動詞 (言語学)
言語学における助動詞（じょどうし）とは、動詞と同じような形態を持つが、他の動詞と結びついて相、法などの文法機能を表す語である。日本語の「-ている」や「-ておく」など、英語の can や will などがある。
国文法では、この助動詞を補助動詞と呼び、「-た」や「-れる・-られる」などを「助動詞」と呼ぶ。言語学ではこれらは英語の -ing や -ed と同様に語尾や接尾辞と見なされる。

## 形態
助動詞は通常、動詞が本来の意味を失って文法機能だけ表示するようになったものである。助動詞の多くは通常の動詞としての用法も残している。例えば日本語の「いる」や英語の have は、助動詞として使われる一方で通常の動詞としても使われる。
ところが、母語話者にとって、元の意味とのつながりが感じられる場合もそうでない場合もある。助動詞は「文法機能のみ」を表すので、必ず「内容を表す動詞」と共に使われる。この動詞を本動詞と呼ぶ。この時、時制や一致を示すのは助動詞のほうであり、本動詞は特定の形態（原形、分詞形など）を示すのが普通である。以下の例で、日本語、英語どちらも本動詞は変化しない（「食べて」と eating）。
- 彼はりんごを食べている。 (日本語の進行形、非過去)
- 彼はりんごを食べていた。 (日本語の進行形、過去)
- He is eating an apple. (英語の進行形、非過去)
- He was eating an apple. (英語の進行形、過去)

ただし、助動詞と動詞の境界は必ずしも明確ではなく、各言語により助動詞の基準は異なる。
日本語では、「-て」に続くものが助動詞である。
英語では、疑問文で主語と倒置すること、否定文で not を直後に置くこと、他の助動詞と共起しないことが助動詞の基準である。be (進行相と受動態), have (完了相), can, will, must, may などがある。
フランス語では、本動詞が分詞形であり、目的語の人称代名詞が前に来るものが助動詞であり、être と avoir だけである。

## 機能
助動詞の示す文法機能はいくつもある。
西欧の諸言語では「持つ」を意味する動詞を完了相の助動詞として用いる。これは、ラテン語が起源である。ただしスペイン語の「haber」は今日では「持つ」という意味は持たず、助動詞としての用法が主である。
| 英語 | He has eaten the apple.    |
| 仏語 | Il a mangé la pomme.       |
| 独語 | Er hat den Apfel gegessen. |
| 西語 | Él ha comido la manzana.   |

| 英語 | He has gone to Japan.       |
| 仏語 | Il est allé au Japon.       |
| 独語 | Er ist nach Japan gefahren. |
| 西語 | Él ha ido a Japón.          |

フランス語、ドイツ語などでは、移動を表す動詞には助動詞としてコピュラを使う。
進行相の助動詞は完了相ほど一般的ではないが、日本語、英語などに存在する。受動態の助動詞もまた西欧の諸言語に共通して見られる。
英語の疑問文や否定文で使われる無内容の助動詞 do は、他の言語には見られない極めて珍しいものである。

## 準助動詞
助動詞ではないが、助動詞のように文法機能を示す動詞や複合語を準助動詞と呼ぶ。英語の be going to やフランス語の aller は、近い未来や予定を表す準助動詞である。それぞれの言語で助動詞と見なす基準に当てはまらないので、助動詞ではない。
私は彼に電話するつもりだ:
- 英語: I am going to call him.
否定文で be の後に not が来ること、疑問文で be のみ主語の前に来ることから、助動詞ではない。
  - I am not going to call him. (準助動詞)
  - I will not call him. (助動詞)
- 仏語: Je vais lui téléphoner.
本動詞が分詞形でなく、また目的語が前に来ないことから、助動詞ではない。
  - Je lui ai téléphoné. (助動詞)